# Ширяевская волость
Ширяевская волость — историческая административно-территориальная единица Богучарского уезда Воронежской губернии с центром в слободе Ширяево.
По состоянию на 1880 год состояла из единственного поселения, единой сельской общины. Населения — 6705 человек (3354 мужского пола и 3351 — женской), 1042 дворовых хозяйств.
|                       | Площадь, десятин | В том числе пахотной, дес. |
| --------------------- | ---------------- | -------------------------- |
| Сельских общин        | 19829            | 18046                      |
| Частной собственности | 45               | 34                         |
| Другой собственности  | 243              | 243                        |
| В общем               | 20115            | 18323                      |

Единственное поселение волости на 1880 год:
- Ширяево — бывшая государственная слобода при реке Подгорная за 60 верст от уездного города, 6610 человек, 1042 двора, 2 православных церкви, школа, 3 лавки, 2 ярмарки в год.

По данным 1900 году в волости насчитывалось 2 поселения:
- слобода Ширяево
- хутор Криничный

с преимущественно украинским населением, единственное сельское общество, 41 здание и учреждение, 1331 дворовое хозяйство, население составляло 7957 человек (4066 мужского пола и 3891 — женского).
В 1915 году волостным урядником был Иван Иванович Крюков, старшиной — Петр Ефимович Чучувайкин, волостным писарем — Петр Наумович Альев.